# DNF
DNF или Dandified Yum е софтуерна пакетна система с текстов интерфейс за линукс дистрибуции, базирани на RPM. Системата се справя със зависимостите между пакетите и определя необходимите действия за инсталиране на даден пакет използвайки библиотеките libsolv и libdnf.
DNF всъщност е следващото поколение на Yellowdog Updater, Modifier (yum), чиято цел е да разреши недостъците на предишната система, включващи лоша производителност, ползване на твърде много оперативна памет и бавното разрешаване за зависимостите между пакетите.
Въведена за първи път при Fedora 18 и заместила напълно Yum от версия 22.

## Особености
- Поддържа груба съвместимост с командния интерфейс на yum, както и строго определено API за разширения и приставки. Последните позволяват изменението или разширяването способностите на пакетната система, или добавянето на нови командни към вече съществуващия интерфейс.
- Съвместимост с python 2 и 3.
- Добре документиран кoманден интерфейс.
- По-добра производителност в сравнение с yum, благодарение на libdnf и libsolv.